# يشم
اليَشْم أو اليَشْب الأخضر من الأحجار الكريمة ويتخذ للزينة. عادةً يكون لونه أخضر ولكنه يوجد بجميع الألوان ما عدا الأزرق. ويكثر استعماله في الصين حيث تُعتبر الأيقونات والتمائم والحلي المصنوعة منه جالبةً للحظ والسعادة. واستعمله أيضاً المايا في أمريكا الوسطى.
يوجد من اليشم نوعان أساسيان مختلفان من حيث التكوين الذري ولكنهما يشتركان في نظام بلوري واحد لتوزيع الذرات، وهما:
- الجاديت أو اليَشميت وهو الأكثر غلاءً وجمالاً ويتكون من سيليكات الألمنيوم والصوديوم.
- النفريت الذي يتكون من سيليكات الكالسيوم والمغنيزيوم والحديد.

تعتبر ميانمار المنطقة الرئيسة في العالم لاستخراج اليشم من نوع اليشميت، تليها غواتيمالا في أميركا اللاتينية. أما النوع الثاني، النفريت، فيوجد في العديد من البلدان كنيوزيلندا والصين وتايوان وكندا والولايات المتحدة وروسيا.

## أصل التسمية
عرّف اللغويون اليشم بأنه حجر كريم يشبه الزبرجد ولكنه أصفى منه، ويقال اليصف أو اليصب، وقال البعض إنه دخل إلى العربية من الفارسية وقيل اليشم معرب اليشم، وزعم غيرهم أنه من اليونانية، وقد جانبت هذه وتلك في زعمها الصواب، فقد ثبت أن للمفردة أصل عربي عريق، وكشف عن ذلك ويل ديورانت عندما ذكر أنها أخذت عن الكتبة الآشوريين، وقد وجد الآثاريون العراقيون أنها كانت تعرف بالبابلية (أياشبو)، فصارت تعرف بالعربية الحديثة يشم أو يشف أو يصب، ويبدو أنها دخلت من العربية إلى الفارسية وليس العكس كما كان يُعتقد، فقالوا يشم أو يشف، وجعلتها العبرية يشفه وصارت باليونانية يسبس Isapis، أما السريانية فتارة تحاكي اليونانية فتبقيها يسبس وأخرى تستعير من العربية تنوينها فتجعلها يسبن، ومن اليونانية دخلت إلى سائر اللغات اللاتينية والجرمانية، فأصبحت بالفرنسية القديمة والحديثة Jaspe، واشتقوا منها الفعل يَشَمَ أي قلد اليشم بالألوان، وبالإنجليزية الوسطى Jasspe أو Jasper لتستقر في الإنجليزية الحديثة على اللفظ الأخير لتوحي بالخضرة الداكنة الضاربة إلى سواد.

## أكستون
أكستون هو نوع من اليشم. يستخدم من قبل السكان الأصليين في جزر البحر الجنوبي لصناعة الفؤوس.

## معرض صور

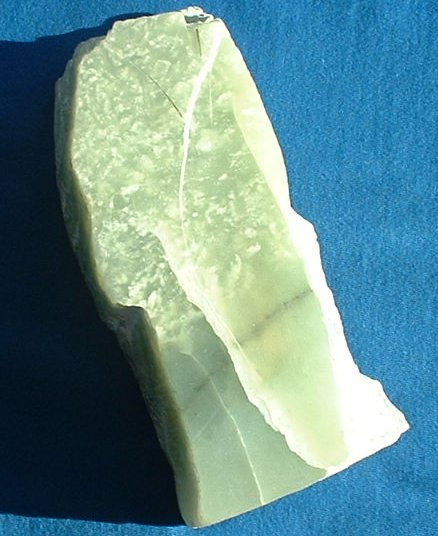
يشم غير مشغول.